# Novodnistrovsk
Novodnistrovsk (em ucraniano:   Новодністровськ) é uma cidade da Ucrânia, situada no Oblast de Chernivtsi. Tem 7,09 km² de área e sua população em 2020 foi estimada em 10.622 habitantes.